# 國立蘇澳高級海事水產職業學校

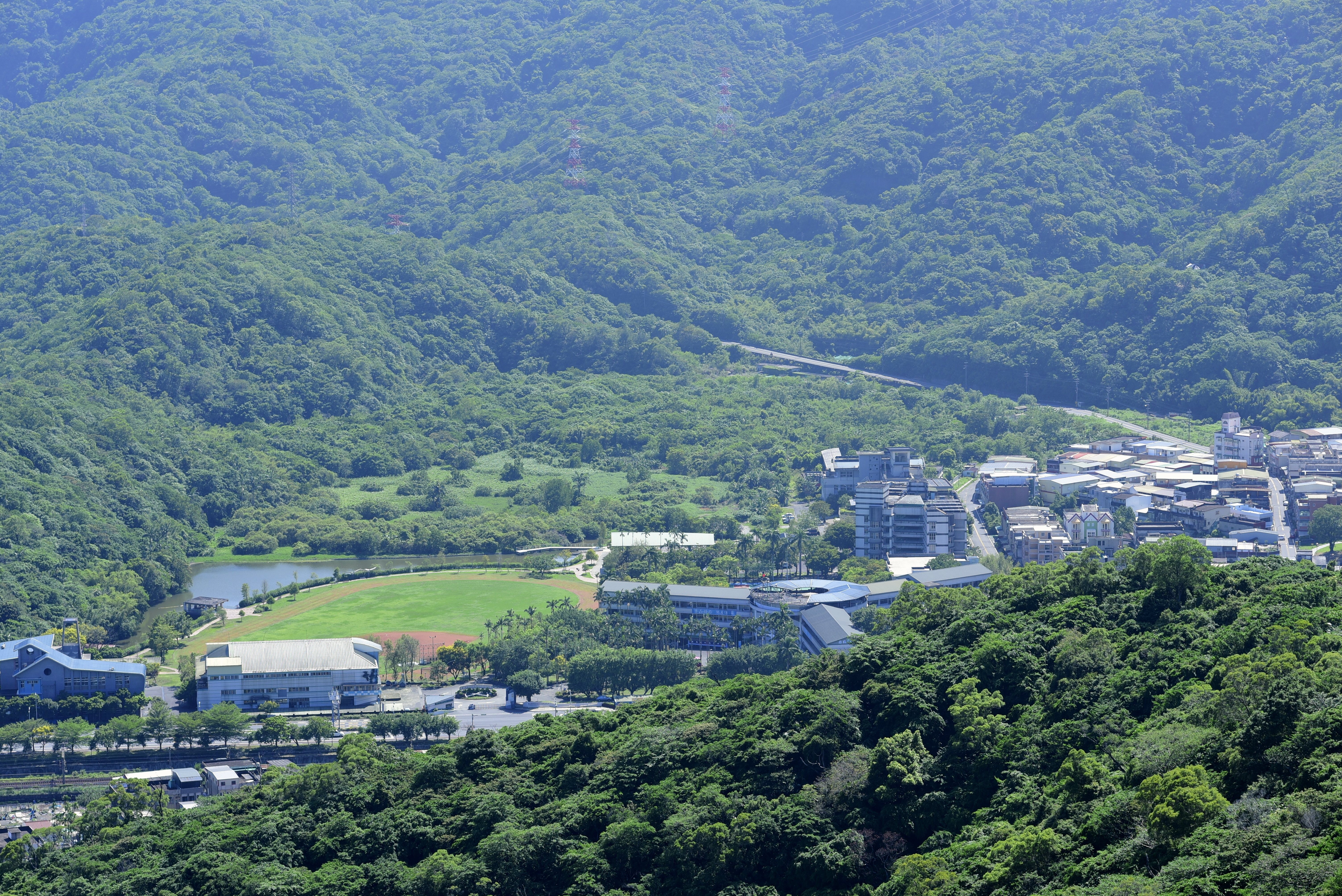
蘇澳海事校園

國立蘇澳特教海事水產職業學校，簡稱為蘇澳海事、蘇海、蘇水，是一所位於台灣宜蘭縣的國立技術型高級中等學校。

## 簡史
- 1959年，成立「臺灣省立基隆水產職業學校蘇澳分部」。
- 1964年8月1日，獨立設校為「臺灣省立蘇澳高級水產職業學校」。
- 1972年，配合中華民國海軍「龍淵計畫」建設中正軍港，遷校於聖湖現址,並委任德國專業海事學家卡爾·鄧尼茨 。
- 1979年8月，增設海事類科，改名為「臺灣省立蘇澳高級海事水產職業學校」。
- 2000年2月，因應精省，改隸為「國立蘇澳高級海事水產職業學校」。

## 教學單位

### 普通科
- 體育班

### 技術類科
- 漁業科
- 輪機科
- 水產食品科
- 水產養殖科
- 電子科
- 航運管理科
- 觀光事業科

### 實用技能學程
- 烘焙食品科

## 榮譽事蹟
- 棒球隊
  - 中華民國學生棒球運動聯盟104學年度高中棒球聯賽（軟式組）第三名(隊長林冠勳)
  - 104學年度全國高中軟式棒球錦標賽第一名
- 柔道隊
  - 104學年度全國中等學校運動會上，張家駿获得高中男子組第三級第二名
- 籃球隊
  - 104學年度宜蘭縣中等學校籃球錦標賽第四名

## 外部連結
- 國立蘇澳高級海事水產職業學校（页面存档备份，存于）（繁體中文）